# 段素隆
段 素隆（だん そりゅう）は、大理国の第8代王。段素廉の甥。
1022年に即位し、翌年に明通と改元した。1026年、段素真に王位を譲って僧となった。